# مطار الملك خالد الدولي
مطار الملك خالد الدولي (إياتا: RUH، إيكاو: OERK) وهو مركز نظام النقل الجوي الوطني في مدينة الرياض بالمملكة العربية السعودية. قام بتصميمه المكتب الأمريكي للهندسة المعمارية هلموت، أوباتا وكاساباوم، وافتتح في 1983 هو ثاني أكبر مطار في العالم من حيث المساحة بعد مطار الملك فهد الدولي، حيث تبلغ مساحة أرض المطار حوالي 225 كيلومتر مربع، يحمل المطار اسم الملك خالد بن عبد العزيز آل سعود وهو رابع ملوك المملكة العربية السعودية.

وتعمل عبر مطار الملك خالد الدولي أكثر من 51 شركة خطوط جوية دولية ومحلية، تبلغ عدد وجهاتها أكثر من 105 وجهة، بمجموع يتجاوز 217 ألف رحلة سنوية، ويخدم أكثر من 28.5 مليون مسافر سنويًا.

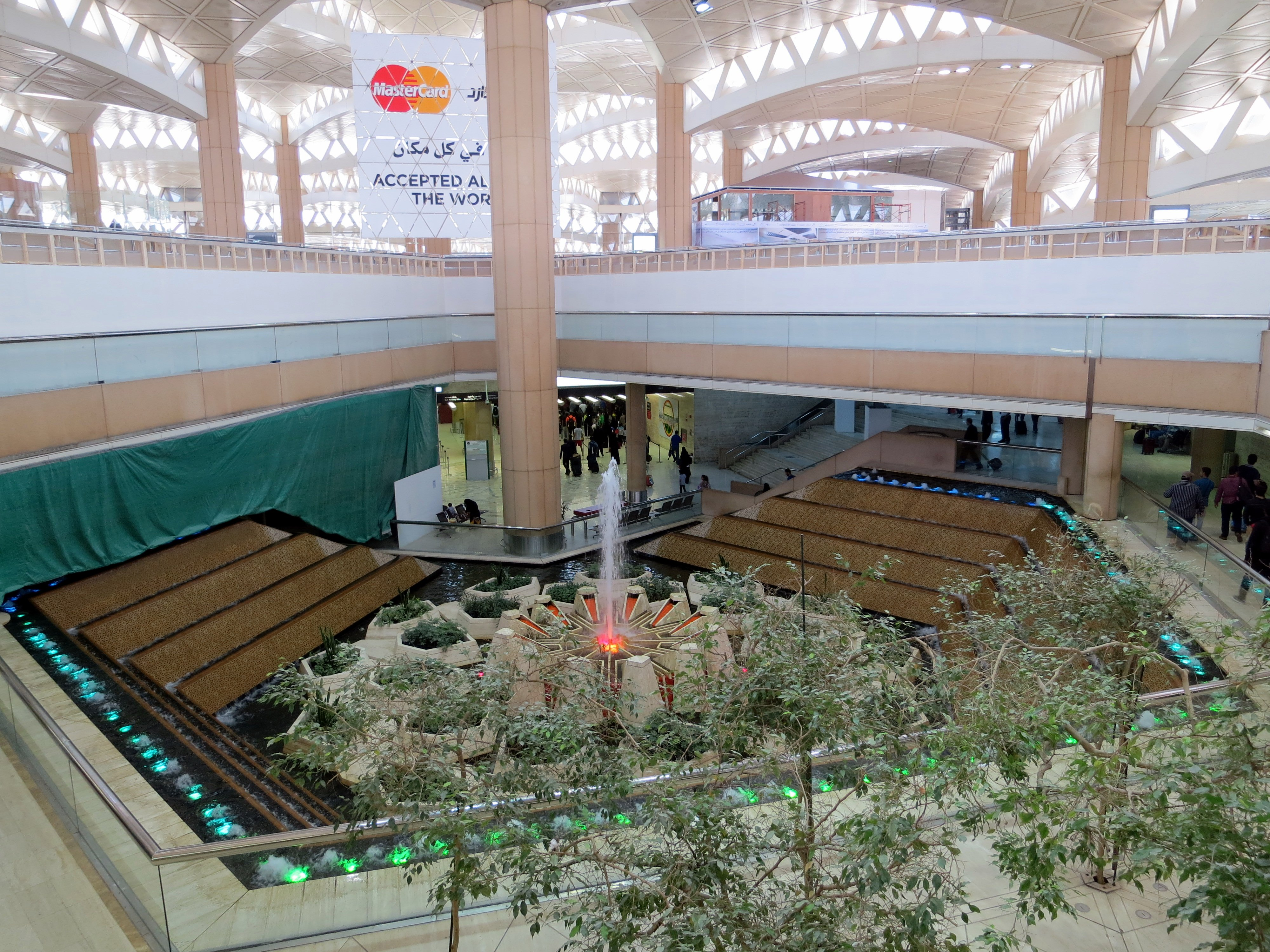
إحدى جوانب المطار من الداخل

## صالات السفر
يبلغ عدد صالات الركاب 5 صالات حيث تشمل على ثلاثة صالات داخلية (صالتين تعمل حالياً والأخرى تحت التطوير) وصالتين دوليتين متصلة عن طريق أربعة مباني موصلة، وكل من هذه الصالات ثلاثية التخطيط أي ذات قاعدة مثلثة الشكل ومساحة أرضيتها 47.500 متراً مربعاً تقريباً. ويصل طول كل مبنى من المباني الموصلة بين الصالات إلى 168م ومساحته التقريبية 25.000 متراً مربعاً وتحتوي المباني على مسارات متحركة ومطاعم ومقاصف ومكاتب لشركات الطيران والجهات الحكومية وأسواق تجارية.
كما يوجد مقابل الصالات مواقف عامة للسيارات من ثلاثة طوابق، ويتسع لحوالي 8000 سيارة بالإضافة إلى 3600 سيارة فوق السطح.

### الصالة الأولى
تستخدم لجميع الرحلات الدولية (باستثناء تلك التي تديرها السعودية وطيران الشرق الأوسط وأعضاء سكاي تيم وطيران ناس)، 

### الصالة الثانية
(TR-2) تخدم المسافرين على الرحلات الدولية عبر جميع الناقلين الجويين.

### الصالة الثالثة
(TR-3) تخدم المسافرين على فلاي أديل وفلاي ناس والخطوط الجوية القطرية والخطوط الجوية الملكية الهولندية وطيران الشرق الأوسط وويز للطيران.

### الصالة الرابعة
افتتاحها وتشغل الخطوط السعودية رحلاتها الدولية من الصالة.

### الصالة الخامسة
الصالة الخامسة (TR-5) هو مبنى على مساحة إجمالية تقارب 100000 متر مربع، لتستوعب 12 مليون مسافر سنوياً للرحلات الداخلية، تم افتتاحها عام 2016، وتحتوي على ثمان بوابات مزدوجة تربط الصالة بالطائرات مباشرة، بالإضافة إلى مرافق لوجستية تشتمل إنشاء شبكة طرق تربط المناطق المطورة بالطريق الرئيسي من وإلى مدينة الرياض وبالصالات الحالية، ومواقف متعددة الأدوار تتسع ل 3000 سيارة وبعد نقلِ حركة الركاب من الصالة الثالثة إلى الخامسة، بدأ تطوير الصالتين الثالثة والرابعة بعد التوقيع مع تحالف تقودُه شركةٌ ألمانية بقيمة 5.4 مليار ريال، ليكون المطارُ قادرا على استيعاب 24 مليون مسافر سنويا. تخدم المسافرين إلى جميع الرحلات الداخلية عبر طيران الخطوط السعودية، وناس، وفلاي أديل.

### الصالة الملكية
وهي الصالة المخصصة للاستقبالات الملكية والرسمية للدولة. تقع الصالة الملكية في الطرف الغربي من المطار. ومساحته الكلية حوالي 28500 م2 وتوجد ساحة المراسم بين الجناح الملكي والمسجد والتي عرضها 12.50 وطولها حوالي 400 متراً، كما تحتوي أيضاً على 12 موقف للطائرات.

### صالة الطيران الخاص
وهي الصالة المخصصة لاستقبال الطائرات المملوكة من قبل المؤسسات والأفراد حيث يتم خدمتهم وتقديم الدعم للطائرات التي يصل عددها إلى حوالي 50 أو أكثر.

## خطة التوسعة والتطوير
المرحلة الأولى للتوسعة والتحديث تشمل بناء صالة الركاب رقم 5 الجديدة بطاقة استيعابية تبلغ 12 مليون مسافر تم افتتاحها في عام 2016 ويتبع ذلك إعادة تأهيل وتحديث ودمج الصالات رقم 4 و 3 ثم الصالات 2 و 1 لتصبح السعة الإجمالية للمرحلة الأولى 35,5 مليون مسافر بنهاية 12 مليون مسافر، وسيتبع ذلك توسعة الصالتين 3 و 4 لتتسع لـ 17.5 مليون مسافر داخلي ودولي، وذلك بخلاف الصالة 5 الجاري إنشاؤها والصالتين الحاليتين رقم 1 و 2 لتصبح سعة المطار 35.5.

## منصة أفق
في أبريل عام 2022م، بالتطوير والتعاون مع شركة إيه دي بي سيف جيت "ADB SAFEGATE"، تم تدشين منصة مطار الملك خالد الدولي الرقمية الحديثة «أفق».
مميزات المنصة:
- تضم قاعدة بيانات مركزية لجميع المعلومات التشغيلية من مختلف مصادر البيانات في المطار.
- تتميز بنظام إدارة موارد المطار الذي يمكن الفرق التشغيلية من التحكم تلقائيًا.
- جدولة أصول المطار التي تشمل مواقف الطائرات، ومنصات تسجيل الركاب، وبوابات صعود الركاب، وسيور الأمتعة.
- تضم المنصة نظام عرض معلومات الرحلات (FIDS) الذي يوفر بيانات دقيقة.
- تستعرض معلومات الرحلات بشكل دقيق ومتزامن مع التغييرات الفورية لحالة الرحلات.[10]

## الساحات الجوية للمطار
مرافق الساحة الجوية بالمطار فتشمل مدرجين كل منهما بطول 4200م وعرض 60م، وثلاث مسارات متوازية، ومسارين يصلان بين مدرجي المطار، طول كل منهما 1800م، ويسمحان للطائرة بالانتقال من أحد جوانب الساحة الجوية إلى الجانب الآخر عن طريق نظام الطرق اللولبية، وكذلك 29 مساراً آخر، كما توجد أربع ساحات لخدمة المطار، واحدة لصالة الركاب بمساحة 430.000 متراً مربعاً، وأخرى للبضائع بمساحة 64000 متراً مربعاً، والثالثة فهي الساحة الملكية ومساحتها 178.700 متراً مربعاً، أما الرابعة فهي ساحة الطيران العام ومساحتها 96000 متراً مربعاً.

## شركات الطيران والوجهات

### الركاب
| شركـات طيـران                     | الوجهات |
| --------------------------------- | --- |
| طيران إيجيان                      | مطار أثينا الدولي |
| العربية للطيران                   | مطار برج العرب الدولي، مطار أسيوط الدولي، مطار القاهرة الدولي، مطار الشارقة الدولي |
| إيربلو                            | مطار إسلام آباد الدولي، مطار علامه إقبال الدولي |
| إير كايرو                         | مطار أسيوط الدولي، مطار القاهرة الدولي، مطار سفنكس الدولي، مطار سوهاج الدولي موسمي: مطار شرم الشيخ الدولي |
| طيران الهند                       | مطار أنديرا غاندي الدولي، مطار راجيف غاندي الدولي، مطار تشاتراباتي شيفاجي الدولي |
| Air Montenegro                    | عارض: مطار بودغوريتسا الدولي |
| الأناضول جت                       | مطار صبيحة كوكجن الدولي |
| الخطوط الجوية الأفغانية آريانا    | مطار كابل الدولي |
| الخطوط الجوية الأذربيجانية        | موسمي عارض: مطار حيدر علييف الدولي |
| بدر للطيران                       | مطار الخرطوم الدولي (معلقة) |
| خطوط بيمان بنغلاديش الجوية        | مطار شاه جلال الدولي |
| الخطوط الجوية البريطانية          | مطار لندن هيثرو |
| خطوط بوتا الجوية                  | مطار حيدر علييف الدولي |
| مصر للطيران                       | مطار برج العرب الدولي، مطار القاهرة الدولي |
| طيران الإمارات                    | مطار دبي الدولي |
| الخطوط الجوية الإثيوبية           | مطار أديس أبابا بولي الدولي |
| الاتحاد للطيران                   | مطار أبو ظبي الدولي |
| طيران أديل                        | مطار أبها الدولي، مطار الملكة علياء الدولي، مطار البحرين الدولي، مطار حيدر علييف الدولي، مطار باطومي الدولي، مطار القاهرة الدولي، مطار الملك فهد الدولي، مطار دبي الدولي، قريبا مطار زايد الدولي، قريبا مطار الشارقة الدولي، مطار حائل الدولي، مطار إسطنبول الدولي، مطار الملك عبد العزيز الدولي، مطار الملك عبد الله الإقليمي، مطار الخرطوم الدولي (معلقة)، مطار الكويت الدولي، مطار الأمير محمد بن عبد العزيز الدولي، مطار مسقط الدولي، مطار نجران الإقليمي، مطار شرم الشيخ الدولي، مطار الأمير سلطان بن عبد العزيز الإقليمي، مطار الطائف الدولي، مطار تبليسي الدولي موسمي: مطار أنطاليا مطار ميلاس بودروم مطار كاندية الدولي ‏ مطار لارنكا الدولي مطار عدنان مندريس Rhodes (تبدأ في 24 يونيو 2023)، مطار سراييفو الدولي Tivat (تبدأ في 24 يونيو 2023)، مطار طرابزون الدولي |
| فلاي دبي                          | مطار دبي الدولي |
| فلاي إيجيبت                       | مطار القاهرة الدولي، مطار سوهاج الدولي |
| طيران ناس                         | مطار أبها الدولي، مطار أبو ظبي الدولي، قريبا مطار الشارقة الدولي، مطار الملك سعود المحلي، مطار برج العرب الدولي، مطار الجوف، مطار الأمير عبد المجيد بن عبد العزيز الدولي، مطار الملكة علياء الدولي، مطار عرعر المحلي، مطار أسيوط الدولي، مطار بغداد الدولي، مطار البحرين الدولي، مطار حيدر علييف الدولي، مطار بيروت رفيق الحريري الدولي، مطار بيشة المحلي، مطار ميلاس بودروم، مطار القاهرة الدولي، مطار الملك فهد الدولي، مطار أنديرا غاندي الدولي، مطار حمد الدولي، مطار دبي الدولي، مطار سفنكس الدولي، مطار الأمير نايف بن عبد العزيز الدولي، مطار القريات المحلي، مطار حائل الدولي، مطار هاتاي، مطار راجيف غاندي الدولي، مطار إسلام آباد الدولي، مطار صبيحة كوكجن الدولي، مطار الملك عبد العزيز الدولي، مطار الملك عبد الله الإقليمي، مطار جناح الدولي، مطار الخرطوم الدولي (معلقة)، مطار كاليكوت الدولي، مطار الكويت الدولي، مطار علامه إقبال الدولي، مطار تشودري تشاران سينغ، مطار الأمير محمد بن عبد العزيز الدولي، مطار دوموديدوفو الدولي، مطار تشاتراباتي شيفاجي الدولي، مطار مسقط الدولي، مطار نجران الإقليمي، مطار شرم الشيخ الدولي، مطار سوهاج الدولي، مطار الأمير سلطان بن عبد العزيز الإقليمي، مطار الطائف الدولي، مطار طشقند الدولي، مطار تبليسي الدولي، مطار تيرانا الدولي، مطار طرابزون الدولي موسمي: مطار أنطاليا، مطار الغردقة الدولي، مطار فيلانا الدولي، مطار ميكونوس، مطار فاكلاف هافيل الدولي، مطار صلالة، مطار سالزبورغ، مطار سانتوريني (ثيرا) الوطني، مطار سراييفو الدولي، Tivat، مطار فيينا الدولي، مطار يريفان الدولي |
| طيران الخليج                      | مطار البحرين الدولي |
| خطوط هملايا الجوية                | مطار تريبوفان الدولي |
| خطوط إنديقو                       | مطار أنديرا غاندي الدولي، مطار كوتشين، مطار تشاتراباتي شيفاجي الدولي |
| الخطوط الجوية العراقية            | موسمي عارض: مطار بغداد الدولي |
| طيران الجزيرة                     | مطار الكويت الدولي |
| كام إير                           | مطار كابل الدولي |
| الخطوط الجوية الملكية الهولندية   | مطار سخيبول أمستردام |
| الخطوط الجوية الكويتية            | مطار الكويت الدولي |
| لوفتهانزا                         | مطار البحرين الدولي، مطار فرانكفورت |
| طيران الشرق الأوسط                | مطار بيروت رفيق الحريري الدولي |
| الخطوط الجوية النيبالية           | مطار تريبوفان الدولي |
| نسما للطيران                      | مطار القاهرة الدولي موسمي: مطار سوهاج الدولي |
| النيل للطيران                     | مطار القاهرة الدولي |
| الطيران العماني                   | مطار مسقط الدولي |
| الخطوط الجوية الدولية الباكستانية | مطار إسلام آباد الدولي، مطار علامه إقبال الدولي، مطار باجا خان الدولي، مطار سيالكوت الدولي |
| خطوط بيغاسوس                      | مطار صبيحة كوكجن الدولي موسمي: مطار طرابزون الدولي |
| الخطوط الجوية الفلبينية           | مطار نينوي أكوينو الدولي |
| الخطوط الجوية القطرية             | مطار حمد الدولي |
| الخطوط الملكية المغربية           | مطار محمد الخامس الدولي |
| الملكية الأردنية                  | مطار الملكة علياء الدولي |
| طيران السلام                      | مطار مسقط الدولي |
| الخطوط السعودية                   | مطار أبها الدولي، مطار أبو ظبي الدولي، مطار أديس أبابا بولي الدولي، مطار الملك سعود المحلي، مطار برج العرب الدولي، مطار الجوف، مطار الأمير عبد المجيد بن عبد العزيز الدولي، مطار الوجه المحلي، مطار الملكة علياء الدولي، مطار عرعر المحلي، مطار البحرين الدولي، مطار سوفارنابومي الدولي، مطار برشلونة الدولي، مطار بكين داشينغ الدولي (تبدأ في 6 أغسطس 2023)، مطار بيروت رفيق الحريري الدولي، مطار بيشة المحلي، مطار القاهرة الدولي، مطار محمد الخامس الدولي، مطار الملك فهد الدولي، مطار الدوادمي، مطار أنديرا غاندي الدولي، مطار شاه جلال الدولي، مطار حمد الدولي، مطار دبي الدولي، مطار فرانكفورت، مطار الأمير نايف بن عبد العزيز الدولي، مطار جنيف الدولي، مطار قوانغتشو باييون الدولي، مطار القريات المحلي، مطار حائل الدولي، مطار راجيف غاندي الدولي، مطار إسلام آباد الدولي، مطار إسطنبول الدولي، مطار سوكارنو هاتا الدولي، مطار الملك عبد العزيز الدولي، مطار الملك عبد الله الإقليمي، مطار جناح الدولي، مطار الخرطوم الدولي (معلقة)، مطار كوتشين، مطار كاليكوت الدولي، مطار كوالالمبور الدولي، مطار الكويت الدولي، مطار علامه إقبال الدولي، مطار لندن هيثرو، مطار تشودري تشاران سينغ، مطار مدريد باراخاس الدولي، مطار فيلانا الدولي، مطار نينوي أكوينو الدولي، مطار سير سيووساغور رامغولام الدولي، مطار الأمير محمد بن عبد العزيز الدولي، مطار تشاتراباتي شيفاجي الدولي، مطار ميونخ الدولي، مطار مسقط الدولي، مطار نجران الإقليمي، مطار خليج نيوم، مطار جون إف كينيدي الدولي، مطار باريس شارل ديغول، مطار باجا خان الدولي، مطار حفر الباطن بالقيصومة، مطار رفحاء المحلي، مطار ليوناردو دا فينشي، مطار إنتشون الدولي، مطار شرم الشيخ الدولي، مطار شرورة المحلي، مطار الأمير سلطان بن عبد العزيز الإقليمي، مطار الطائف الدولي، مطار طريف المحلي، مطار وادي الدواسر المحلي، مطار واشنطن دولس الدولي، مطار الأمير عبد المحسن بن عبد العزيز، مطار زيورخ الدولي موسمي: مطار سخيبول أمستردام، مطار أثينا الدولي، مطار باطومي الدولي، مطار عدنان مندريس، Makassar، مطار مالقة الدولي، مطار مالبينسا، مطار ميكونوس، مطار نيس كوت دازور، مطار صلالة، مطار جواندا الدولي، مطار فيينا الدولي |
| سيرين للطيران                     | مطار باجا خان الدولي |
| سبايس جيت                         | مطار أنديرا غاندي الدولي، مطار تشاتراباتي شيفاجي الدولي |
| الخطوط الجوية السريلانكية         | مطار باندارنيك الدولي |
| الخطوط الجوية السودانية           | مطار الخرطوم الدولي (معلقة) |
| تاركو للطيران                     | مطار الخرطوم الدولي (معلقة) |
| الخطوط الجوية التركية             | مطار إسطنبول الدولي موسمي: مطار أنطاليا، مطار طرابزون الدولي |
| ويز للطيران                       | مطار هنري كواندا الدولي، مطار بودابست فرانز ليست الدولي، مطار كاتانيا-فونتاناروسا، مطار لارنكا الدولي، مطار مالبينسا، مطار نابولي، مطار ليوناردو دا فينشي، مطار صوفيا، مطار البندقية ماركو بولو، مطار فيينا الدولي |
| الخطوط الجوية اليمنية             | مطار عدن الدولي |

### الشحن
| شركـات طيـران                  | الوجهات |
| ------------------------------ | --- |
| Aerotranscargo                 | مطار هونغ كونغ الدولي، مطار الشارقة الدولي |
| كاثي باسيفيك                   | مطار آل مكتوم الدولي، مطار هونغ كونغ الدولي |
| كارغولوكس                      | مطار نوي باي الدولي، مطار لوكسمبورغ |
| دي إتش إل الطيران الدولي إم إي | مطار البحرين الدولي |
| الخطوط الجوية الإثيوبية        | مطار أديس أبابا بولي الدولي، مطار الكويت الدولي، مطار سرقسطة |
| لوفتهانزا للشحن                | مطار فرانكفورت، مطار الشارقة الدولي |
| الخطوط الجوية القطرية          | مطار حمد الدولي |
| الخطوط السعودية للشحن          | مطار أديس أبابا بولي الدولي، مطار سخيبول أمستردام، مطار كيمبيغودا الدولي، مطار بروكسل الدولي، مطار الملك فهد الدولي، مطار فرانكفورت، مطار قوانغتشو باييون الدولي، مطار هونغ كونغ الدولي، مطار جورج بوش الدولي، مطار راجيف غاندي الدولي، مطار الملك عبد العزيز الدولي، مطار مورتالا محمد الدولي، مطار مالبينسا، مطار تشاتراباتي شيفاجي الدولي، مطار جومو كينياتا الدولي، مطار جون إف كينيدي الدولي، مطار شانغهاي بودنغ الدولي، مطار الشارقة الدولي |
| الخطوط الجوية التركية          | مطار إسطنبول الدولي، مطار تشاتراباتي شيفاجي الدولي |

## مشتل المطار
تم تأسيس المشتل الزراعي في مطار الملك خالد الدولي عام 1981 م بمساحة 160 الف م2. يتضمن المشتل 8 بيوت محمية، ويضم منطقة زراعية مفتوحة بمساحة قرابة 70 ألف م2، وينتج المشتل أكثر من مليون شجرة و700 ألف زهرة سنويًا، إضافةً إلى 250 ألف شتلة وذلك لأهمية الغطاء النباتي ودورها في تقليص درجة الحرارة في منطقة المطار، ويعتني بأكثر من 550 ألف نبتة داخل حرم المطار من خلال استخدام أحدث التقنيات في مجالي الري والزراعة إدراكًا للمزايا الحيوية للنباتات وأهميتها الدائمة في تجميل المواقع وتحسين بيئة المرافق والطرق المحيطة بالمطار بهدف إنتاج جميع أنواع وأصناف النباتات المستخدمة في مرافق ومباني وطرق المطار، يحتوي المشتل على المئات من الأصناف والتي تغطي الاكتفاء الذاتي لجميع مواقع التشجير ونباتات التنسيق الداخلي للصالات والمكاتب داخل المطار وتغطية جميع الاحتياجات النباتية المتعلقة بالمناسبات الرسمية، واستطاع المشتل تحقيق الإكتفاء الذاتي لمتطلبات التشجير في المطار وذلك عن طريق برامج تكاثر تضمن استمرارية توفر وتنوع الأصناف النباتية بإشراف مهندسين زراعيين مدربين ومؤهلين.

## الإنجازات
في 28 يوليو 2024 حقق مطار الملك خالد الدولي، وللشهر الثاني على التوالي، المركز الأول لأكثر المطارات التزاماً بمواعيد الرحلات حول العالم لشهر يونيو 2024م، وذلك حسب التصنيف العالمي الذي أعلنت عنه مجموعة (Cirium Diio) الرائدة في مجال تحليلات الطيران.

## وصلات خارجية
- مطار الملك خالد الدولي- (الموقع الرسمي).